# آرامگاه خداوندخاتون
آرامگاه خداوندخاتون (ترکی استانبولی: Hüdâvent Hatun Türbesi) یک گنبد با معماری سلجوقی مربوط به قرن چهاردهم در نیغده ترکیه است. این بنا به عنوان مزار برای خداوندخاتون، دختر سلطان سلجوقی قلیج ارسلان چهارم در سال ۱۳۱۲ ساخته شده‌است. در سال ۱۹۶۲ توسط اداره کل اوقاف دینی مرمت شد. مقبره از سنگ‌تراش خورده زرد ساخته شده و توسط گنبدی پوشانده شده‌است که با سقف هرمی شانزده طرفه روی بدنه هشت ضلعی قرار دارد. ارتفاع کل بنا ۱۵٬۵ متر است. از سنگ مرمر سفید در لنگه‌ها، طاق‌ها، پلاک‌های کتیبه‌ای و قرنیز گنبد استفاده شده‌است.

## نگارخانه

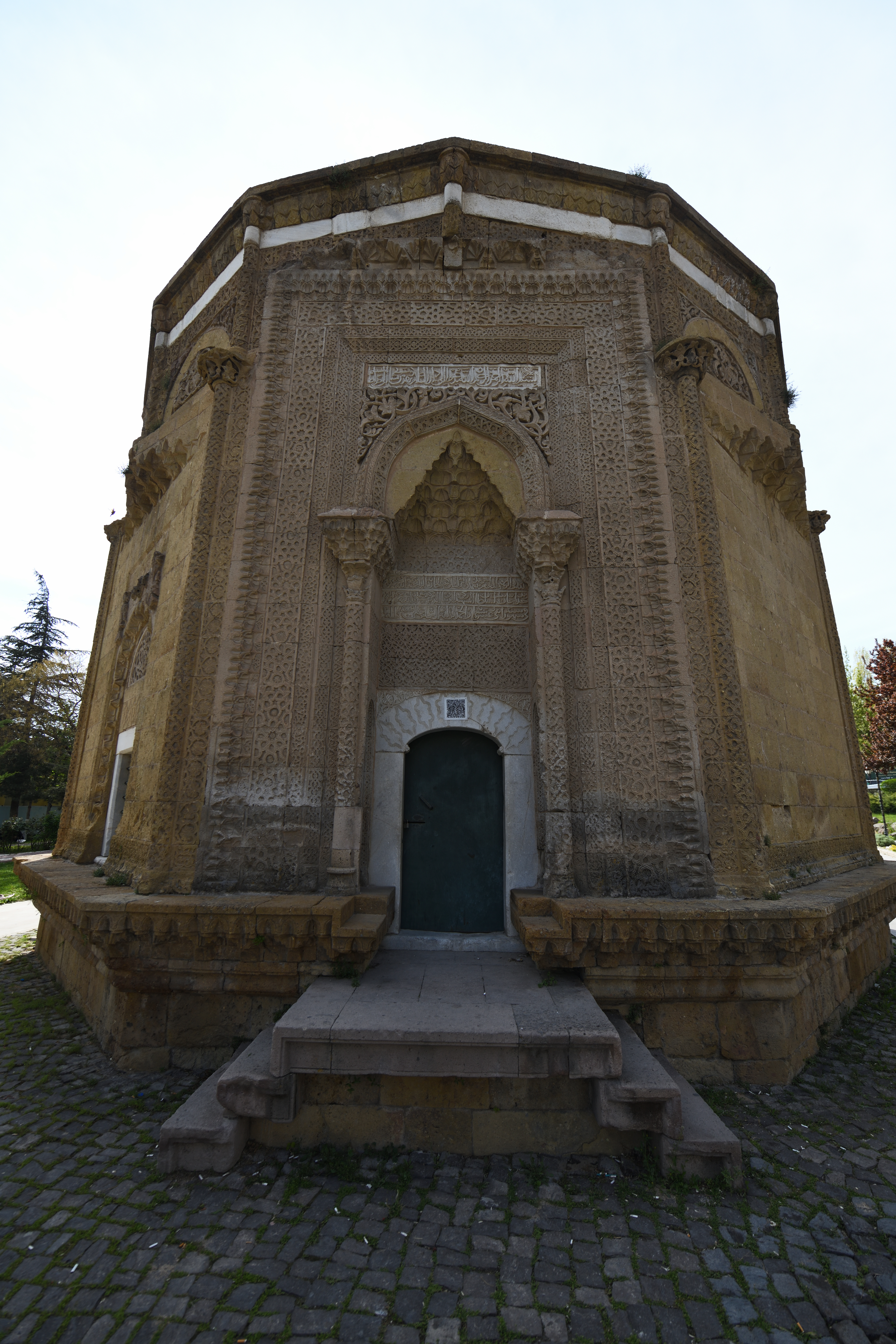
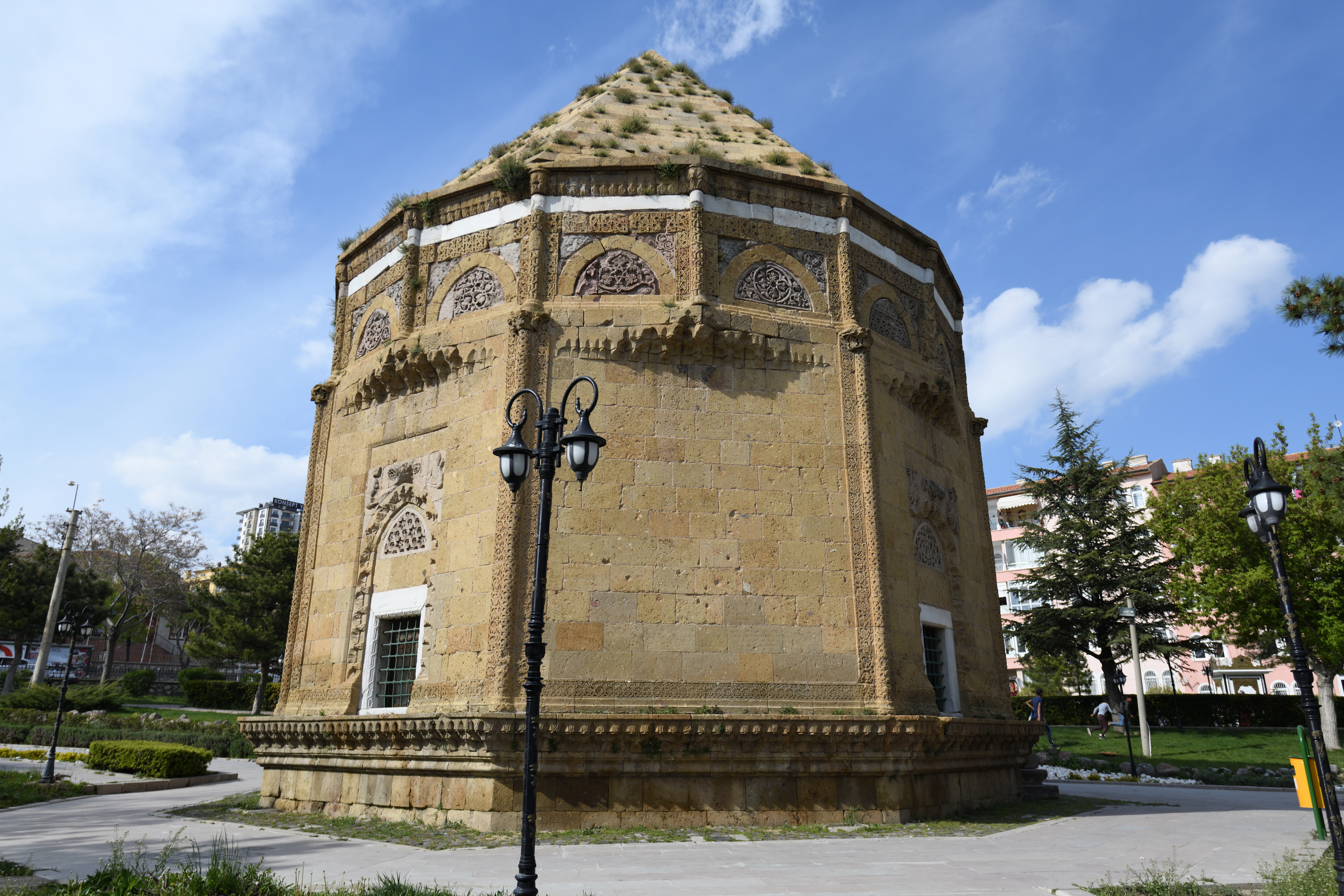
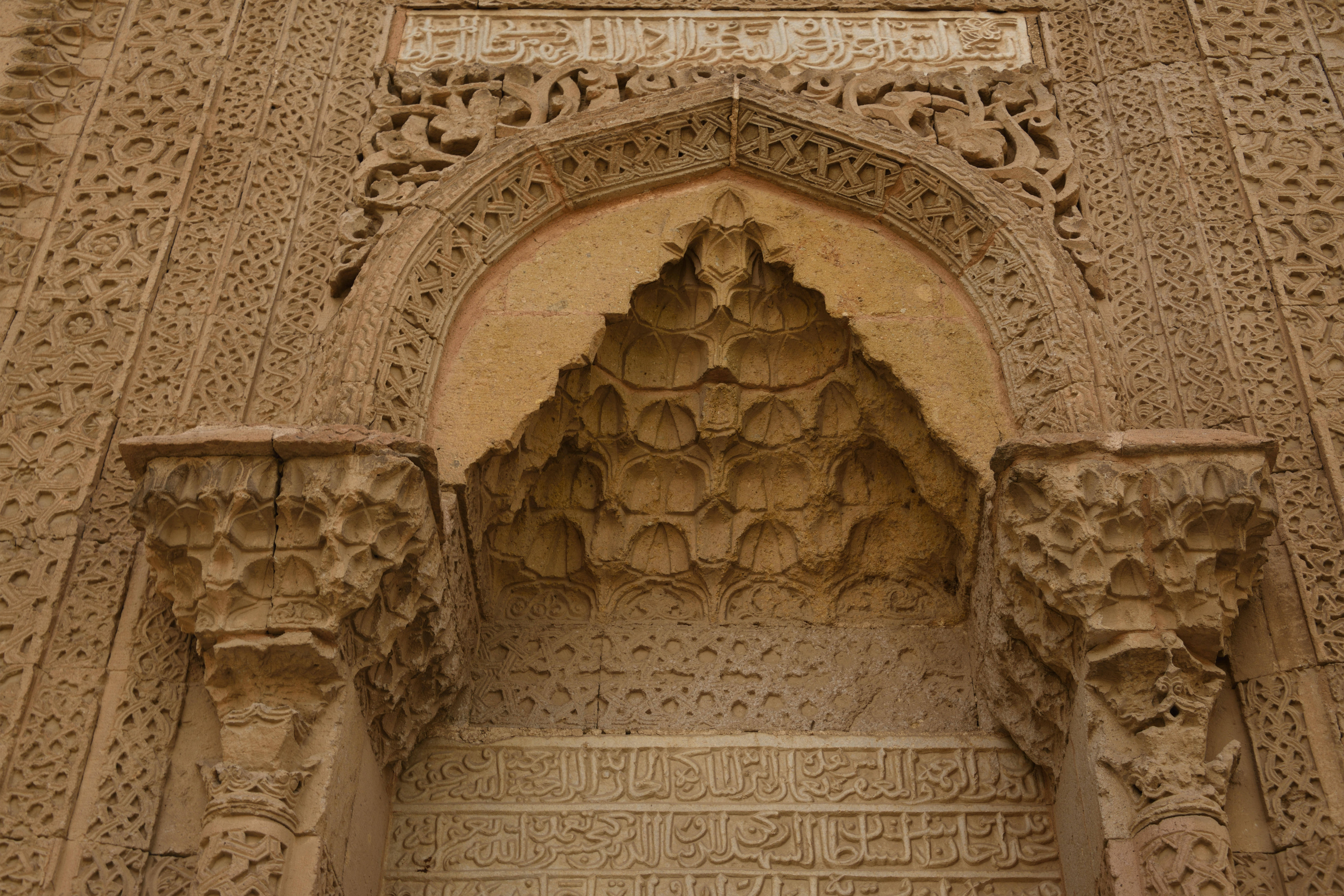
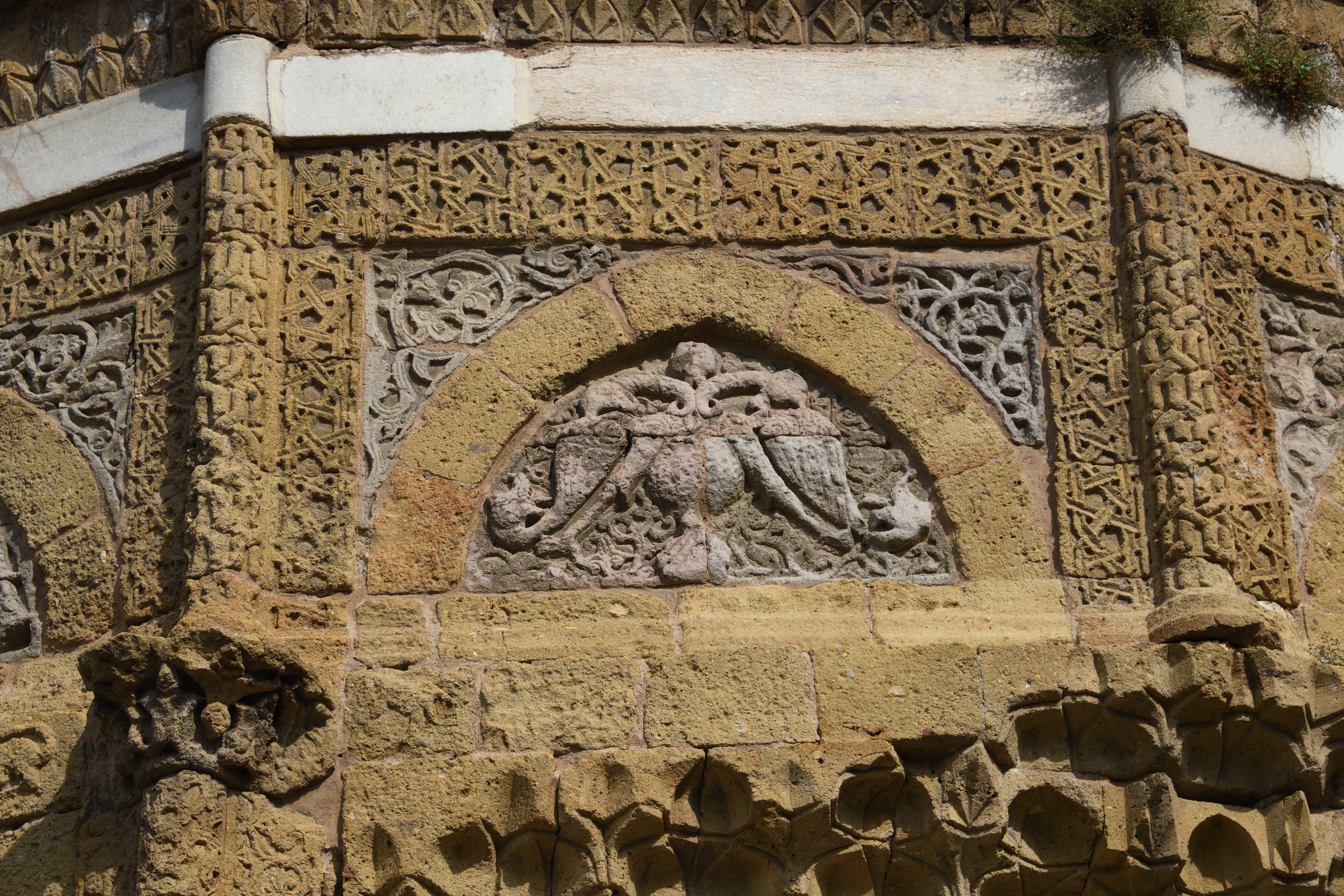
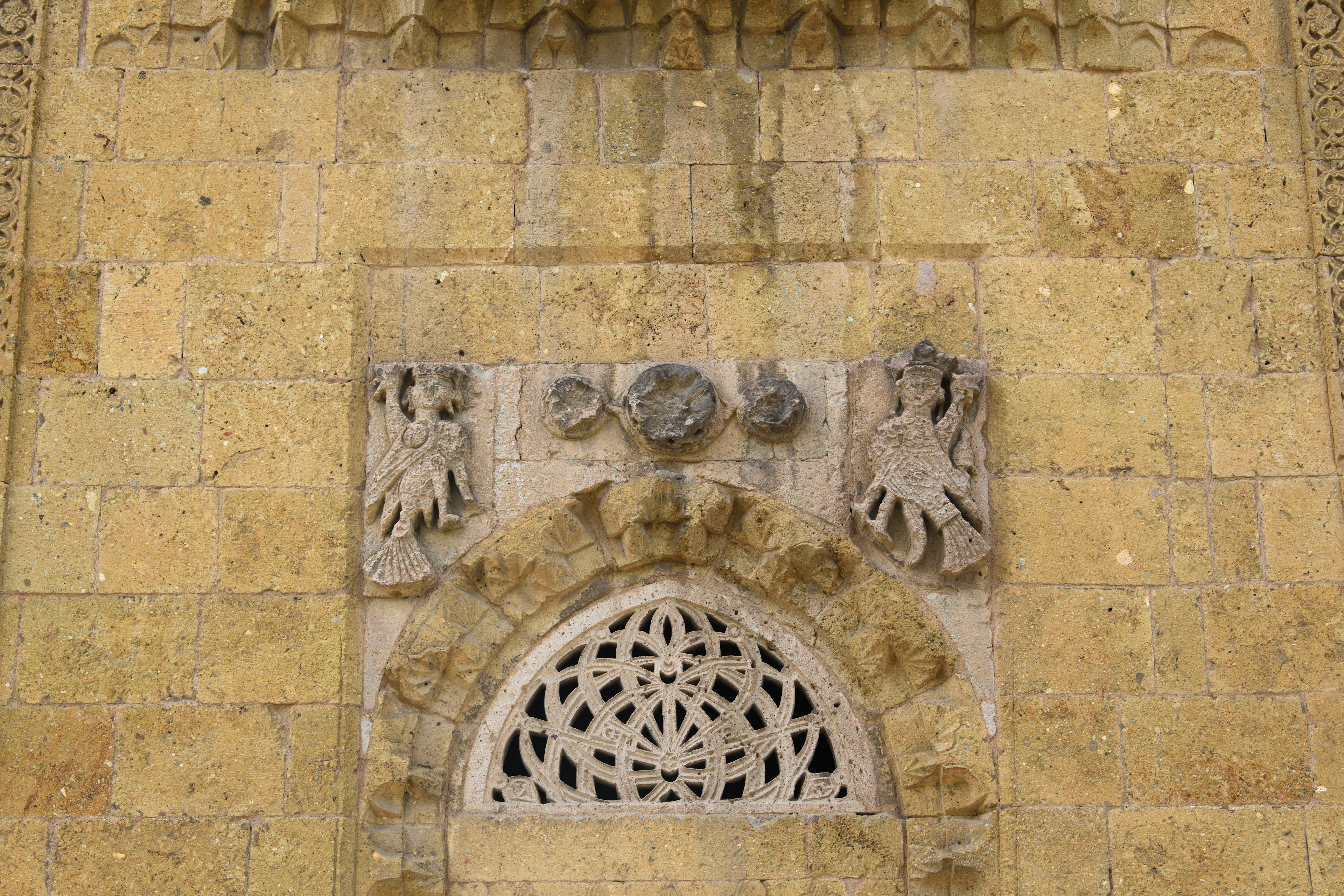